# Alexandra College

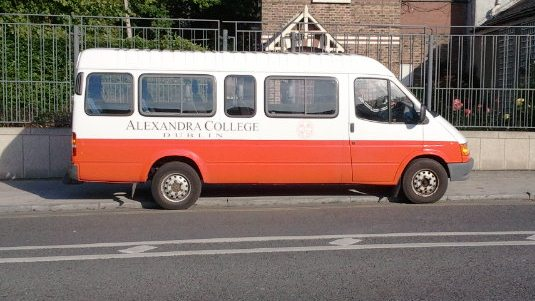
Schoolbus van Alexandra College

Alexandra College is een meisjesschool in de Ierse hoofdstad Dublin. Alexandra College is gevestigd in Milltown en staat direct naast de Milltown halte van de Luas Green Line. De school is verbonden aan de Church of Ireland.

## Exclusief
Alexandra College is een van de meest exclusieve en prestigieuze scholen van Ierland. De school is bestemd voor meisjes tussen de 4 en 19 jaar en is zowel kostschool als dagschool. Zoals de meeste Ierse scholen is het dragen van het schooluniform verplicht. Bij het Alexandra College is er een verplicht uniform en een optioneel uniform, en zijn er afhankelijk van de leeftijd een aantal variaties op het uniform. De basiskleur van het uniform is vooral donkerbruin, terwijl de sportkleding knalrood is.

## Geschiedenis
De school werd opgericht in 1866, om jonge meisjes uit de middenklasse goed onderwijs te bieden. In die jaren bood het bestaande schoolsysteem weinig tot geen mogelijkheden om meisjes voor te bereiden op hoger of zelfs wetenschappelijk onderwijs: het voorbereiden van meisjes tot een rol in de huishouding werd destijds gezien als het belangrijkste doel van onderwijs aan meisjes. Onderwijs aan meisjes werd over het algemeen verzorgd door gouvernantes, die zelf niet waren geschoold in exacte vakken zoals wiskunde of in geschiedenis en filosofie.
Anne Jelicoe was een zogenaamde quaker of lid van het Genootschap der Vrienden: een vooruitstrevende religieuze groepering.
Anne Jelicoe besloot dat ze deze leemte in het toenmalige onderwijssysteem moest opvullen. Oorspronkelijk wilde ze een opleiding gaan verzorgen om de gouvernantes (bij) te scholen, maar dit werd uitgebreid naar de opzet om rechtstreeks hoger onderwijs aan meisjes te geven. Groot obstakel was echter dat meisjes niet werden toegelaten op de universiteiten. Jelicoe probeerde deze situatie te doorbreken en organiseerde dat professoren van de Trinity College-universiteit lezingen verzorgden op het Alexandra College. Nadat eerst de Royal University rond 1880 en vervolgens Trinity College in 1903 meisjes toelieten op de universiteit, waren leerlingen van het Alexandra College de eerste studenten die afstudeerden.
De school is vernoemd naar Alexandra van Denemarken, beschermvrouwe van de school.

## Huidige tijd
De school bestaat uit de Junior School, vergelijkbaar met een Nederlandse basisschool en de Senior School, gelijkwaardig aan de Nederlandse middelbare school. Naast dagonderwijs biedt de school tevens een kostschool voor leerlingen in jaren 1 tot 6 waarbij de meisjes 7 dagen per week op school kunnen verblijven.

## Kostschool
Voor de leerjaren 1 t/m 6 kunnen leerlingen zowel dagonderwijs volgen als in de kost zijn. Het dagprogramma loopt van 7:30, wanneer de wekker gaat, tot 22:00 uur voor de oudste leerlingen. De schooldag zelf is van 08:30-15:55, behalve op vrijdag wanneer de lessen om 15:20 eindigen om de meisjes die in het weekend naar huis gaan voldoende gelegenheid te bieden om deze reis in daglicht te maken.
Behalve het leerprogramma op school en de huiswerkbegeleiding 's avonds en in het weekend wordt er ook veel aandacht besteed aan sport en sociale vaardigheden. Deze activiteiten worden ondersteund door het aanwezige personeel en geselecteerde leerlingen van de Senior School.

## Junior School
Voor meisjes vanaf 4 jaar biedt het Alexandra College twee jaar kindergarten, gevolgd door een zesjarige basisschool. De school biedt naast bovengenoemde kostschool ook gewoon vijfdaags dagonderwijs. Leerlingen komen uit de wijde omgeving: Alexandra College is niet een gewone lokale school, maar een zeer exclusieve en prestigieuze school waarvoor de ouders zelf een (groot) deel van de kosten betalen.
De Junior School volgt de leermethode van Friedrich Fröbel waarbij het kind zelf centraal staat en niet het standaard lespakket.
Het standaard vakkenpakket, zoals voorgeschreven door het ministerie van Onderwijs, wordt aangevuld met lessen Frans vanaf het 4e leerjaar. Ook is er gemiddeld per week minimaal 2 uur sport, in de vorm van lichamelijke opvoeding. Voor de meisjes van 6 tot 12 jaar is er daarnaast ook les in Ierse dans, terwijl de jongste meisjes balletles krijgen. Ook muziek- en zangles zijn vaste onderdelen van het leerpakket.

## Senior School
De senior school is voor meisjes van 12 tot 19 jaar en is een dagschool. Het biedt een breed scala aan vakken en buitenschoolse activiteiten. De campus van de school heeft volwaardige sportvelden, die overigens in het weekend ook gebruikt kunnen worden door lokale sportverenigingen.
Naast het reguliere onderwijs overdag biedt de school diverse naschoolse activiteiten, waaronder veel sport, maar ook toneellessen, een bridgeclub, computerlessen en diverse vormen van muziek. Ook biedt de school mogelijkheden voor begeleid studeren na afloop van de schooldag. Dit wordt aangeboden in de periode van januari tot Pasen.

### Vrijwilligerswerk
De school moedigt de meisjes aan om ook vrijwilligerswerk te doen of op andere manieren goede doelen te steunen. Zo ondersteunt ze bijvoorbeeld het Hope project in Calcutta. Op het college is al sinds 1897 het 'Guild' actief dat een breed scala aan goede doelen ondersteunt.

### Leaving Certificate
De school bereidt de meisjes in principe voor op het behalen van het Leaving Certificate: het Ierse eindexamen. Het Leaving Cert is een eindexamen op het hoogste niveau en geeft toegang tot universiteiten in Ierland en Groot-Brittannië. De leeftijd waarop de leerlingen dit examen afleggen ligt tussen de 16 en 19 jaar oud. Naast het Leaving Cert bestaat er ook het Junior Cert.
Het Leaving Certificate is puur Iers: buiten Ierland is het slechts op 1 school mogelijk om het Leavin Cert te behalen en dat is op de internationale ISM school in Tripoli, Libië. Hierbij zijn dan de examens Iers vervangen door examens Arabisch. Vanwege de problemen in 2011 in Libië leggen een aantal leerlingen het examen in Ierland af en was het ook de bedoeling om het examen in Malta aan te bieden.
De bewaking van de kwaliteit van het Leaving Cert, en tevens de Junior Certificates is in handen van de landelijke examencommissie: de States Examinations Commission ofwel Coimisiún na Scrúduithe Stáit.

## Toegang
Scholen in Ierland, en zeker ook de scholen waarvoor betaald moet worden (de fee paying schools) zijn niet verplicht om leerlingen te accepteren. Inschrijven op het Alexandra Collega kan in principe altijd: een leerling kan in elk leerjaar instromen maar de vraag is groter dan het aanbod. Op dit moment wordt ouders aangeraden om twee jaar voordat hun dochters naar het Alexandra College willen gaan hen in te schrijven en de borgsom te betalen. In 2009 ontstond er een kleine rel in de media omdat het college een van de leerlinges van school had gestuurd omdat het college-geld of de fee niet (op tijd) betaald was.
De school heeft een lange lijst van bekende oud-leerlingen die belangrijke posities in het maatschappelijk leven zouden bekleden, waaronder rechters bij het Ierse Supreme Court, politici en sporters. Ook twee kleindochters van oud-premier Garret FitzGerald zijn leerlingen van het college.